# Olga Borodinà
Olga Vladímirovna Borodinà (en rus: О́льга Влади́мировна Бородина́; Sant Petersburg, 29 de juliol de 1963) es una mezzosoprano russa de destacada actuació internacional, considerada la successora d'Irina Arkhípova i Ielena Obraztsova.
Estudiant en el Conservatori de Sant Petersburg fou descoberta pel director Valeri Guérguiev el qual propicià el seu debut en la companyia Kírov del Teatre Mariïnski. Inicià la seva carrera guanyant en els concursos Internacionals de Cant Rosa Ponselle i el Concurs de Cant de Barcelona. El 1992 debutà en el Covent Garden, amb l'òpera Samson et Dalila al costat de Placido Domingo. Seguiren exitosos debuts en el Metropolitan Opera (1997) i l'Òpera de San Francisco (1995) i altres llocs lírics com l'Òpera Estatal de Viena, Òpera de la Bastilla i el Festival de Salzburg també el 1997 amb Borís Godunov.
Cantant quasi perfecta, aristòcrata però no freda, d'una extensió, volum i qualitat de timbre que aclaparen i aquesta curiosa sensació de que no tan sols encanta a la seva parella, sinó a cada espectador. D'extraordinària veu, és una de les poques verdaderes mezzos amb un greu mai forçat però real.
El seu repertori cobreix l'espectre de mezzosoprano dramàtica com Dalila, Carmen, Eboli, Laura, Didon, Amneris, Marfa, La Cenerentola, Marguéritte en La Damnation de Faust i la Principessa d'Adriana Lecouvreur, rol que marcà el seu debut a La Scala de Milà el 1999. Ha tingut serioses discrepàncies (principis 2018) amb la Wiener Staatsoper. Està casada amb el baix Ildar Abdrazakov.

## Discografia de referencia
- Hector Berlioz: Romeo y Julieta / Davis
- Berlioz: La mort de Cleopatre / Guérguiev
- Aleksandr Borodín: Prince Igor / Guérguiev, Kírov Opera
- Francesco Cilea: Adriana Lecouvreur / Roberto Rizzi Brignoli, (DVD)
- Modest Mússorgski: Borís Godunov / Guérguiev, Kírov Opera
- Modest Mússorgski: Khovànsxina / Guérguiev, Kírov Opera
- Modest Mússorgski: Borís Godunov / Guérguiev, Kírov Opera (DVD)
- Serguei Prokófiev: Aleksandr Nevsky / Guérguiev
- Serguei Prokófiev: Voina i mir (Guerra i Pau) / Valeri Guérguiev, Kírov Opera
- Nikolai Rimski-Kórsakov: The Tsar's Bride / Guérguiev, Kírov Opera
- Camille Saint-Saëns: Samson et Dalila / James Levine, Met Opera (DVD)
- Saint-Saëns: Samson et Dalila / Davis
- Piotr Ilitx Txaikovski: Ievgueni Oneguin / Semion Bitxkov
- Piotr Ilitx Txaikovski: Píkovaia dama / Guérguiev, Kírov Opera
- Piotr Ilitx Txaikovski: None but the Lonely Heart / Canciones per a veu i piano, Guérguiev
- Giuseppe Verdi: Aïda / Harnoncourt
- Verdi: La forza del destino / Guérguiev
- Verdi: Rèquiem / Guérguiev
- Arias & Duets / Olga Borodina & Dmitri Hvorostovsky

## Premis
- 1988 Medalla d'Or, Concurs Rosa Ponselle, New York
- 1989 Competencia Francisco Viñas, Barcelona
- 2002 Artista del Poble de Russia
- 2006 Premi de la Federació de Russia.
- 2007 Opera News Award.